# Claude Brosse
Claude Brosse, né en 1656 (probablement fils d'André Brosse et de Pierrette Dubief) et décédé en 1731, est un viticulteur de Charnay-lès-Mâcon qui, en vendant du vin de Mâcon au roi Louis XIV, aurait permis au vignoble du Mâconnais de bénéficier d'une grande renommée. 
Son histoire est ainsi résumée, en 1910, dans un rapport sur l'exposition franco-britannique « C'était en l'année 1660, un dimanche, au cours d'une cérémonie religieuse célébrée dans la chapelle de Versailles : le roi ayant remarqué un homme qui semblait se tenir debout alors que tout le monde était agenouillé lui envoya un de ses officiers pour le rappeler à plus de piété ; mais l'officier constata que l'homme était agenouillé et cet incident fit désirer au roi de voir ce géant. Il lui fut amené à l'issue de la cérémonie : c'était un vigneron mâconnais nommé Claude Brosse, venu avec un char traîné par deux bœufs pour présenter des vins à la cour. Louis XIV s'empressa de goûter ces vins. Il les apprécia et fit de Claude Brosse son fournisseur. »
L'histoire, demeurée dans la mémoire collective, est fréquemment citée, par exemple, dans le livre Journal de la Bourgogne des origines à nos jours ou l'article consacré à Claude Brosse, intitulé « un vigneron à l'assaut de la capitale ».
Un éco-lycée, l'EREA-LEA de Charnay-lès-Mâcon, porte le nom de Claude Brosse.
La propriété Brosse abrite toujours des caves voûtées situées dans la commune Charnay-lès-Mâcon.
La commune de Chasselas organise chaque année une fête du char à bœufs en hommage à Claude Brosse.